# Aegocera triphaenoides
Aegocera triphaenoides là một loài bướm đêm trong họ Noctuidae.